# Krasnokameanka, Feodosia
Krasnokameanka (în ucraineană Краснокам'янка) este un sat în așezarea urbană Șcebetovka din orașul regional Feodosia, Republica Autonomă Crimeea, Ucraina.

## Demografie
Componența lingvistică a localității Krasnokameanka
     Rusă (87,84%)
     Ucraineană (11,07%)
     Alte limbi (0,67%)
Conform recensământului din 2001, majoritatea populației localității Krasnokameanka era vorbitoare de rusă (87,84%), existând în minoritate și vorbitori de ucraineană (11,07%).